# Janusz Kapuśniak
Janusz Kapuśniak (ur. 21 listopada 1972 w Bytomiu) – polski specjalista w zakresie chemii spożywczej, technologii produkcji żywności funkcjonalnej, nauczyciel akademicki, profesor nauk rolniczych w dyscyplinie technologia żywności i żywienia, rektor Uniwersytetu Jana Długosza w Częstochowie (wybrany 24 kwietnia 2024 roku na kadencję 2024-2028).

## Życiorys
Jest absolwentem Wyższej Szkoły Pedagogicznej w Częstochowie (Wydziału Matematyczno-Przyrodniczego). W czerwcu 1997 roku uzyskał tytuł zawodowy magistra chemii broniąc pracę magisterską zatytułowaną „Zastosowanie metod AAS, ICP-AES i XRF w analizie śladowej próbek biologicznych i środowiskowych”. W czerwcu 2000 roku Janusz Kapuśniak uzyskał stopień doktora nauk chemicznych w specjalności: chemia organiczna, fizykochemia powierzchni, chemia cukrów, polimery naturalne. Stopień naukowy doktora uzyskał na podstawie rozprawy pt. „Reakcje skrobi z biogennymi aminokwasami i zastosowanie otrzymanych dekstryn w selektywnej flotacji siarczkowych rud metali”, która została obroniona na Wydziale Inżynierii i Technologii Chemicznej Politechniki Krakowskiej. Od 1 grudnia 2004 roku do 30 września 2010 roku pełnił funkcję kierownika Zakładu Chemii Ogólnej AJD, a następnie od 1 września 2009 roku do 31 sierpnia 2012 roku był dyrektorem Instytutu Chemii i Ochrony Środowiska WMP AJD. Uzyskał stopień doktora habilitowanego nauk rolniczych w dyscyplinie technologia żywności i żywienia, specjalności: chemia żywności, technologia węglowodanów na podstawie dorobku naukowego i rozprawy pt. „Synteza, właściwości fizykochemiczne oraz funkcjonalizacja produktów reakcji skrobi z kwasami karboksylowymi i ich pochodnymi” (na Wydziale Nauk o Żywności Uniwersytetu Warmińsko-Mazurskiego w Olsztynie w styczniu 2009 roku). We wrześniu 2012 roku objął funkcję dziekana Wydziału Matematyczno-Przyrodniczego Akademii im. Jana Długosza w Częstochowie. Sprawował ją do wygaśnięcia kadencji w 2016 roku. Jednocześnie od 1 lutego 2015 roku jest nieprzerwanie kierownikiem Katedry Dietetyki i Badań Żywności. Z dniem 1 września 2016 roku objął funkcję Prorektora ds. Nauki i Współpracy z Zagranicą Akademii im. Jana Długosza w Częstochowie, a następnie Uniwersytetu Humanistyczno-Przyrodniczego im. Jana Długosza w Częstochowie i Uniwersytetu Jana Długosza w Częstochowie (po zmianie nazwy Uczelni z 1 czerwca 2023 roku). Decyzją Prezydenta RP z 23 stycznia 2023 roku Janusz Kapuśniak uzyskał tytuł profesora nauk rolniczych w dyscyplinie technologia żywności i żywienia. Od 1 września 2020 roku jest w Uniwersytecie przewodniczącym Rady Dyscypliny Naukowej dla Dyscypliny Technologia Żywności i Żywienia.

## Odznaczenia i wyróżnienia
– W 1996 r. został stypendystą Ministra Edukacji Narodowej,
– W 1997 r. otrzymał Nagrodę dla Najlepszego Absolwenta Wydziału Matematyczno-Przyrodniczego Wyższej Szkoły Pedagogicznej w Częstochowie – medal Bene Merentibus.
– W 2003 r. uzyskał Stypendium Krajowe Dla Młodych Naukowców Fundacji na rzecz Nauki Polskiej (START) – roczne stypendium dla wybitnego młodego uczonego na początku kariery naukowej posiadającego udokumentowane osiągnięcia w swojej dziedzinie badań. Stypendium to zostało mu przedłużone na 2004 r.
– W 2004 r. w zostało mu przyznane Stypendium Konferencyjne Fundacji na rzecz Nauki Polskiej i Towarzystwa Naukowego Warszawskiego.
– W 2006 r. Fundacja na rzecz Nauki Polskiej przyznała mu Stypendium Zagraniczne dla Młodych Doktorów (Kolumb) – stypendium na zagraniczny staż podoktorski, dzięki któremu odbył roczny staż naukowy w Department of Food Science and Human Nutrition w Iowa State University w USA pod opieką prof. Jay-lin Jane.
– W 2007 r. Fundacja na rzecz Nauki Polskiej i Towarzystwo Naukowe Warszawskie po raz drugi przyznały mu stypendium konferencyjne, dzięki któremu mógł wziąć czynny udział w XV International Starch Convention w Moskwie w Rosji.
– W 2015 r. otrzymał Medal Okolicznościowy Polskiego Towarzystwa Chemicznego. W tym samym roku został odznaczony Odznaką Honorową Polskiego Towarzystwa Chemicznego, która jest nadawana za wybitne zasługi dla tego Towarzystwa. W ten sposób PTChem nagrodził jego zaangażowanie w przewodniczenie Komitetowi Organizacyjnemu 57. Zjazdu Polskiego Towarzystwa Chemicznego i Stowarzyszenia Inżynierów i Techników Przemysłu Chemicznego, który odbył się w Akademii im. Jana Długosza w Częstochowie 14–18 września 2014 r., gromadząc ponad 1000 uczestników, w tym gościa specjalnego – prof. Eiichi Negishi z Perdue University w USA, laureata Nagrody Nobla.
– W 2019 r. został odznaczony Brązowym Krzyżem Zasługi przyznanym przez Prezydenta Rzeczypospolitej Polskiej.
– W 2020 r. otrzymał Śląską Nagrodę Naukową w dyscyplinie technologia żywności i żywienia.
– W ciągu 25 lat pracy kolejno w Wyższej Szkole Pedagogicznej w Częstochowie, Akademii im. Jana Długosza w Częstochowie i Uniwersytecie Humanistyczno-Przyrodniczym im. Jana Długosza w Częstochowie 8-krotnie został nagrodzony Nagrodą Indywidualną I Stopnia JM Rektora Uczelni, 1 raz Nagrodą II Stopnia JM Rektora Uczelni i 1 raz Nagrodą Zespołową II Stopnia JM Rektora Uczelni.
– 22 lutego 2024 roku Wołyński Uniwersytet Narodowy im. Łesi Ukrainki w Łucku zdecydował o nadaniu prof. dr. hab. Januszowi Kapuśniakowi tytułu Doktora Honoris Causa. Wyróżnienie zostało przyznane za zasługi w procesie umiędzynarodawiania ukraińskiej Uczelni i stymulacji rozwijania jej kontaktów z innymi ośrodkami akademickimi z Europy. Uroczyste wręczenie odbyło się podczas posiedzenia Senatu Uniwersytetu Jana Długosza w Częstochowie (29 maja 2024 roku). Dyplom wręczył JM Rektor Uniwersytetu Wołyńskiego prof. dr hab. Anatoli Tsos.

## Członkostwo w organizacjach i towarzystwach naukowych
– członek organizacji Sigma Xi, The Scientific Research Honor Society – od 2006 r.
– członek Polskiego Towarzystwa Technologów Żywności. Oddział Małopolski:
1. członek Zarządu Sekcji Technologii Węglowodanów,
2. członek Sądu Koleżeńskiego – kadencja 2018-2021,
3. członek Głównej Komisji Rewizyjnej – kadencja 2022-2025,
4. delegat na Walne Zgromadzenie Delegatów PTTŻ – grudzień 2017,
5. delegat na Walne Zgromadzenie Delegatów PTTŻ – 08.12.2021,
– członek Polskiego Towarzystwa Kalorymetrii i Analizy Termicznej im. Wojciecha Świętosławskiego,
– członek Polskiego Towarzystwa Chemicznego,
– członek Klubu Stypendystów Fundacji na rzecz Nauki Polskiej,
– Representative of Jan Dlugosz University in Czestochowa in European Polysaccharide Network of Excellence (EPNOE), członek Governing Board – od grudnia 2016 r.
– Vice-president for Education, członek Executive Board – kadencja 2020-2021,
– Vice-president for Education, członek Executive Board – kadencja 2022-2023,
– członek Komitetu Nauk o Żywności i Żywieniu PAN – kadencja 2020-2023: członek Sekcji Analizy Żywności, członek Sekcji Chemii i Biochemii Żywności,
– członek Zespołu Ekspertów Konferencji Rektorów Akademickich Szkół Polskich (KRASP).